# Execuția familiei Romanov
Familia Romanov (țarul Nicolae al II-lea, soția sa țarina Alexandra și cei cinci copii ai lor (Olga, Tatiana, Maria, Anastasia, și Alexei) și toți cei care au ales să-i însoțească în captivitate—anume Evgheni Botkin⁠(d), Anna Demidova⁠(d), Alexei Trupp⁠(d) și Ivan Haritonov⁠(d)—au fost împușcați, înjunghiați cu baionetele și omorâți cu lovituri la Ekaterinburg în noaptea de 16–17 iulie 1918. Țarul și familia sa au fost uciși de trupe bolșevice conduse de Iakov Iurovski⁠(d) din ordinele Sovietului Regional Ural și conform instrucțiunilor lui Lenin, Iakov Sverdlov⁠(d) și Felix Dzerjinski. Trupurile lor au fost apoi dezbrăcate, mutilate, arse și îngropate pe un câmp numit Porosenkov Log⁠(d) în pădurea Kopteaki.
După Revoluția din Februarie, familia Romanov și slujitorii ei credincioși au fost închiși în Palatul Alexandru⁠(d) înainte de a fi mutați la Tobolsk și apoi la Ekaterinburg, unde au fost uciși, din ordinul expres al lui Vladimir Lenin. Deși au fost informați că „întreaga familie a suferit aceeași soartă ca și capul ei”, bolșevicii au anunțat doar moartea lui Nicolae, comunicatul oficial de presă relatând că „soția și fiul lui Nikolai Romanov au fost duși într-un loc sigur”. Timp de peste opt ani, conducerea sovietică a menținut dezinformări sistematice în ce privește soarta familiei, de la a susține în septembrie 1919 că ei fuseseră omorâți de revoluționari de stânga⁠(d) până la a nega de-a dreptul, în aprilie 1922, că ar fi murit. Au recunoscut crimele în 1926 după publicarea unei anchete a unui exilat alb⁠(d), dar au susținut că trupurile fuseseră distruse și că guvernul lui Lenin⁠(d) nu era de vină. Apariția unor Romanovi impostori⁠(d) a distras atenția mass-media de la Rusia Sovietică, și discuțiile despre soarta familiei au fost suprimate de către Iosif Stalin după 1938.
Mormântul a fost descoperit în 1979 de un detectiv amator⁠(d), dar existența rămășițelor a fost făcută public abia în 1989, în timpul perioadei glasnost. Identitatea rămășițelor a fost confirmată prin cercetări medico-legale și genetice. Ele au fost reînhumate în Catedrala Sfinții Petru și Pavel din Sankt Petersburg în 1998, la 80 de ani după uciderea lor, în cadrul unei slujbe de la care au lipsit membri importanți ai Bisericii Ortodoxe Ruse, care contestau autenticitatea rămășițelor. Un mormânt secundar, mai mic, cu rămășițele celor doi copii Romanov care lipseau din mormântul mai mare, a fost descoperit de arheologi amatori în 2007. Rămășițele lor sunt însă ținute încă într-o instituție de stat pentru teste ADN⁠(d) suplimentare. În 2008, după tergiversări legale considerabile și prelungite, Procurorul General al Rusiei⁠(d) a reabilitat familia Romanov ca „victime ale represiunilor politice”. Guvernul postsovietic a deschis în 1993 un dosar penal, dar nimeni nu a fost urmărit penal deoarece toți vinovații erau morți.
Unii istorici pun ordinul pe seama guvernului de la Moscova, anume pe seama lui Iakov Sverdlov⁠(d) și Vladimir Lenin, care doreau să împiedice salvarea familiei imperiale de către Legiunea Cehoslovacă (care lupta împreună cu Armata Albă contra bolșevicilor) în timpul Războiului Civil Rus, după cum arată și un pasaj din jurnalul lui Lev Troțki. O anchetă efectuată de Vladimir Soloviov a concluzionat în 2011 că, în ciuda deschiderii arhivelor de stat în anii postsovietici, nu există încă niciun document scris care să indice că Lenin sau Sverdlov ar fi dat ordinele; ei au apărat însă execuțiile după ce ele au fost efectuate. Lenin controla îndeaproape situația Romanovilor, deși s-a asigurat că numele lui nu este asociat cu soarta lor în vreun document oficial. Președintele Boris Elțin a declarat uciderea familiei Romanov cea mai rușinoasă pagină a  istoriei Rusiei.

## Context

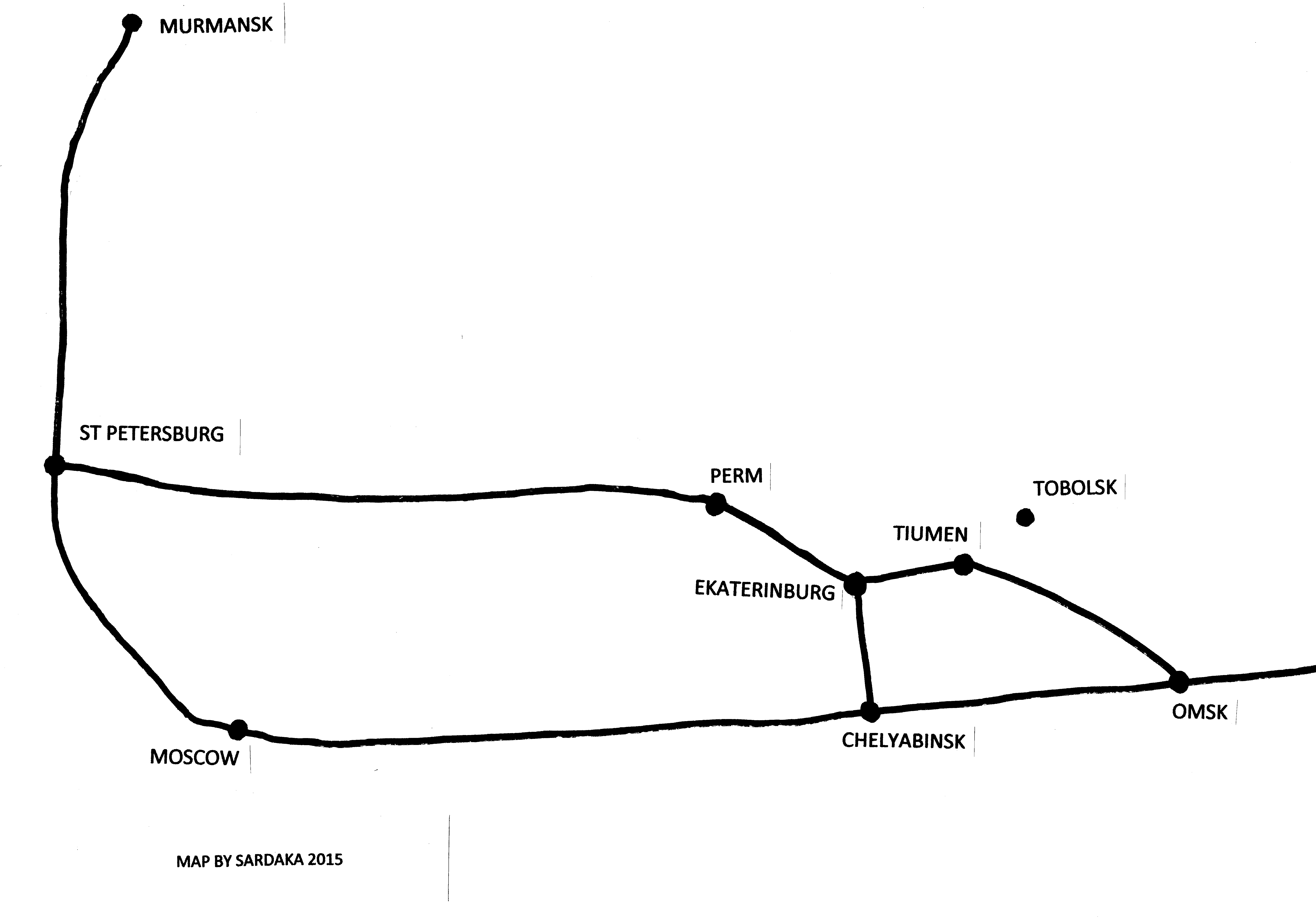
Localizarea principalelor evenimente din ultimele zile ale membrilor familiei Romanov, care erau reținuți la Tobolsk, înainte de a fi transportați la Ekaterinburg, unde au fost uciși.

La 22 martie 1917, Nicolae, care nu mai era monarh și căruia paznicii i se adresau cu dispreț cu numele „Nikolai Romanov”, s-a reîntâlnit cu familia sa în Palatul Alexandru⁠(d) de la Țarskoe Selo. El a fost pus sub arest la domiciliu împreună cu familia sa de către Guvernul Provizoriu, înconjurați de gărzi și consemnați în apartamentele lor.

În august 1917, guvernul provizoriu al lui Alexandr Kerenski i-a evacuat pe Romanovi la Tobolsk, chipurile pentru a-i proteja de valul crescând al revoluției. Acolo, ei au trăit în vila fostului guvernator într-un confort considerabil. După ce bolșevicii au venit la putere în octombrie 1917, condițiile lor de detenție au devenit mai stricte, și se vorbea din ce în ce mai des de trimiterea lui Nicolae în judecată. Fostului țar i s-a interzis să poarte epoleți⁠(d), și santinelele mâzgăleau desene obscene pe zid pentru a le jigni pe fiicele sale. La 1 martie 1918, familiei i s-a impus regimul alimentar de rații militare, ceea ce a însemnat despărțirea de 10 slujitori devotați și renunțarea la unt și cafea. Pe măsură ce bolșevicii prindeau putere, guvernul i-a mutat în aprilie pe Nicolae, Alexandra, și pe fiica lor, Maria, la Ekaterinburg sub îndrumarea lui Vasili Iakovlev⁠(d). Alexei, care suferea de o formă gravă de hemofilie, era prea bolnav pentru a-și însoți părinții și a rămas cu surorile sale, Olga, Tatiana și Anastasia, plecând din Tobolsk abia în mai 1918. Familia a fost închisă împreună cu cei câțiva slujitori rămași la Ekaterinburg în Casa Ipatiev⁠(d), care a fost denumită „Casa cu Destinație Specială” (în rusă Дом Особого Назначения).
„Toți cei arestați vor fi ținuți ostatici, și cea mai mică tentativă de acțiune contrarevoluționară în oraș va avea ca rezultat execuția sumară a ostaticilor.”—Anunț în ziarul local făcut de comisarul de război bolșevic Filipp Goloșciokin⁠(d), însărcinat cu încarcerarea familiei la Ekaterinburg., 

### Casa cu Destinație Specială
Familia imperială a fost ținută într-o strictă izolare în Casa Ipatiev. Le era strict interzis să vorbească în orice altă limbă decât rusa. Nu li se permitea accesul la bagajele lor, care erau stocate într-un acaret din curtea interioară. Camerele brownie⁠(d) și echipamentul fotografic le-au fost confiscate. Slujitorilor li s-a impus să se adreseze Romanovilor doar după numele de botez și patronimice. Familia a fost supusă multor percheziții asupra obiectelor personale, confiscându-li-se banii pentru „bună păstrare de către trezorierul Sovietului Regional Ural”, și unor tentative de a smulge brățările Alexandrei și fiicelor ei de la mâini. Casa a fost înconjurată de o palisadă dublă înaltă de 4 m care făcea ca strada să nu poată fi văzută din casă. Gardul inițial înconjura grădina de-a lungul străzii Voznesenski. La 5 iunie s-a ridicat o a doua palisadă, mai înaltă și mai lungă decât prima, care înconjura complet proprietatea. Unul din motivele construcției acesteia din urmă a fost faptul că trecătorii puteau vedea picioarele lui Nicolae peste palisadă atunci când folosea leagănul⁠(d) dublu din grădină.

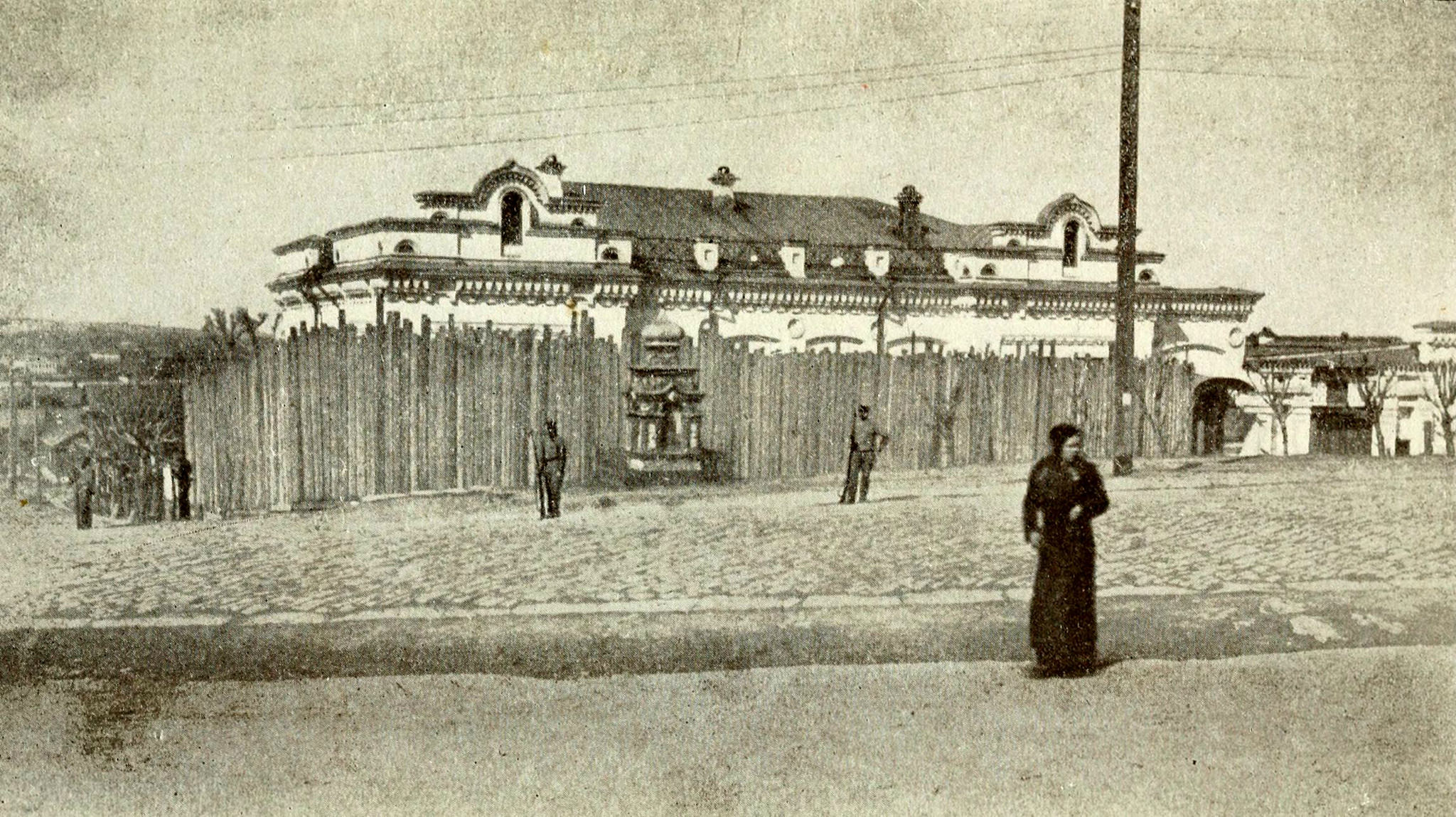
Casa Ipatiev, cu palisada ridicată chiar înainte ca Nicolae, Alexandra și Maria să sosească la 30 aprilie 1918. În partea din stânga-sus a casei se vede o lucarnă unde era poziționată o mitralieră Maxim. Imediat dedesubt, era dormitorul țarului și țarinei.

Ferestrele din toate camerele familiei au fost încuiate și acoperite cu ziare (ulterior spoite⁠(d) cu var la 15 mai). Singura sursă de ventilație a familiei era o fortocika⁠(d) din dormitorul marilor ducese, dar le era strict interzis să privească prin ea; în mai, o santinelă a tras un foc de armă către Anastasia atunci când a privit pe acolo. După cereri repetate, una dintre cele două ferestre din dormitorul țarului și țarinei, aflată în colț, a fost descuiată la 23 iunie 1918. Paznicii au primit însă ordin să-și sporească atenția ca atare și prizonierii au fost avertizați să nu privească pe fereastră și să nu încerce să semnalizeze cuiva de afară, sub amenințarea împușcării. De la această fereastră, ei puteau vedea doar turla Catedralei Voznesenski aflată peste drum de casă.  Un grilaj de fier a fost instalat la 11 iulie, după ce Alexandra a ignorat avertismentele repetate ale lui Iurovski să nu stea prea aproape de fereastra deschisă.
Comandantul gărzii și subordonații săi direcți aveau acces complet la orice oră în toate încăperile ocupate de familie. Prizonierii erau obligați să sune dintr-un clopoțel mereu când doreau să plece din camere pentru a folosi baia și lavoarul de pe hol. S-a impus raționalizarea strictă a apei prizonierilor, după ce paznicii s-au plâns că se epuizează constant. Recreerea era permisă de două ori pe zi în grădină pentru jumătate de oră dimineața și după-amiaza. Prizonierii erau instruiți cu strictețe să nu poarte conversații cu vreunul din paznici. Rațiile erau în principal ceai și pâine neagră la micul dejun și escalop⁠(d) sau ciorbă cu carne la prânz; prizonierii au fost informați că „nu li se mai permite să trăiască ca niște țari”. Pe la mijlocul lui iunie, călugărițele de la mănăstirea Novo-Tihvinski au adus familiei hrană în mod regulat, dar mare parte din ea era sifonată de paznici de la sosire. Familiei nu i se permitea să primească vizitatori sau să poarte corespondență cu exteriorul. Prințesa Elena a Serbiei a vizitat casa în iunie dar i s-a refuzat intrarea, fiind amenințată cu arma de către gărzi, iar vizitele regulate ale dr. Vladimir Derevenko⁠(d) pentru a-l trata pe Alexei au fost rărite după ce Iurovski a devenit comandant. Nu s-a permis nicio ieșire la liturghie⁠(d) la biserica alăturată. De la începutul lui iunie, familia nu a mai primit ziarele.

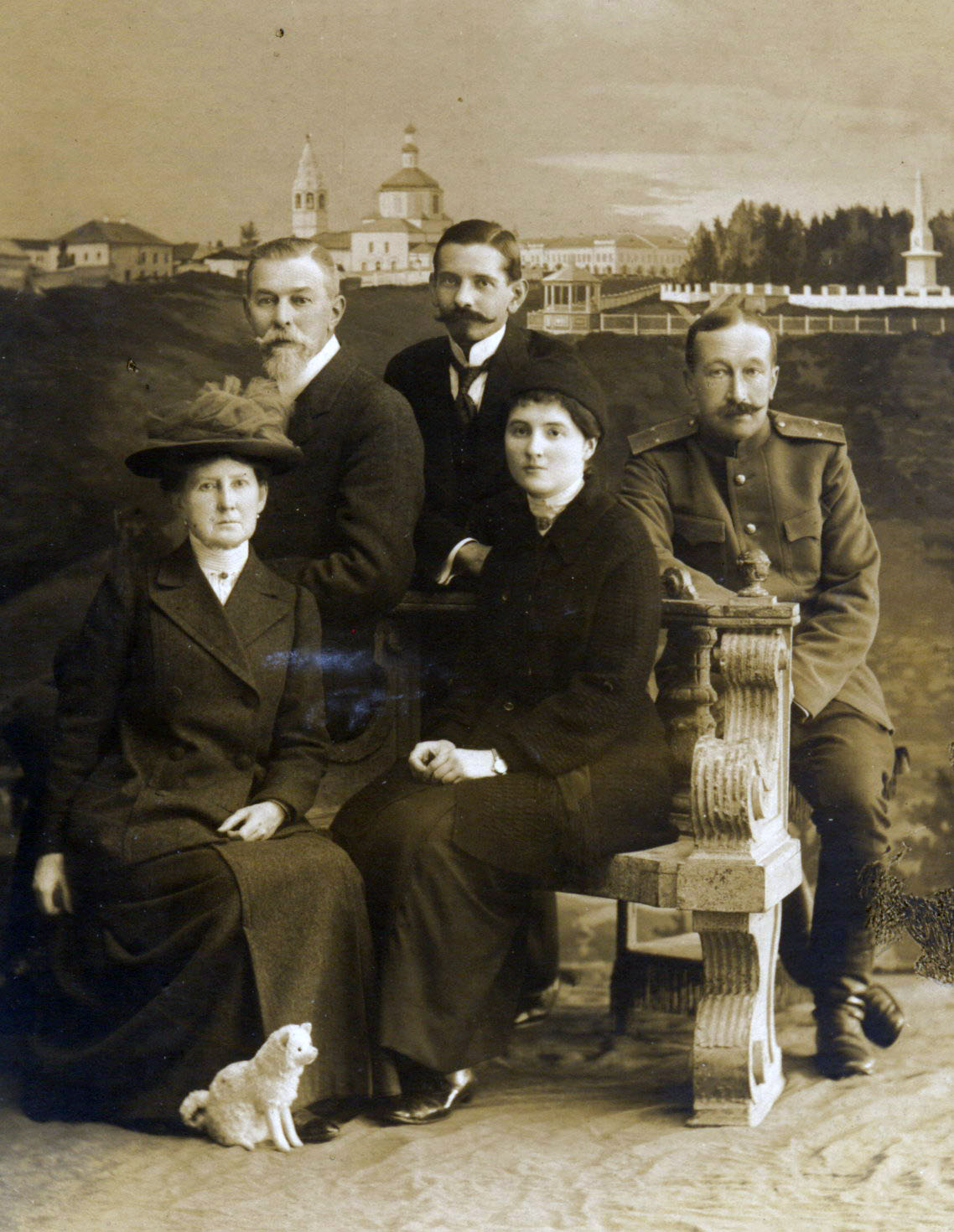
Anturajul Romanovilor. De la stânga la dreapta:, contele Ilia Tatișcev,, și prințul. Nu li s-a mai permis să se reunească cu familia Romanov la Casa Ipatiev. Toți cu excepția lui Gilliard au fost ulterior omorâți de bolșevici.

Pentru a menține o senzație de normalitate, bolșevicii i-au asigurat pe Romanovi la 13 iulie 1918 că doi dintre slujitorii lor credincioși, Klementi Nagorni⁠(d) (marinarul care stătea cu Alexei) și Ivan Sednev⁠(d) (valetul fetelor și unchiul lui Leonid Sednev), „au fost trimiși din această gubernie” (adică în afara provinciilor Ekaterinburg și Perm). Ambii erau în realitate deja morți, după ce bolșevicii i-au scos din Casa Ipatiev în mai, și au fost împușcați de Ceka împreună cu alți ostatici la 6 iulie ca represalii pentru moartea unui erou bolșevic local⁠(d) ucis de albi. La 14 iulie, un preot și un diacon au ținut o liturghie pentru Romanovi. A doua zi dimineața, au fost angajate patru femei de serviciu care să spele podelele Caselor Popov și Ipatiev; ele au fost ultimii civili care au văzut familia imperială în viață. De fiecare dată, ele primiseră instrucțiuni stricte să nu intre în niciun fel de conversație cu familia. Iurovski stătea mereu de pază în timpul liturghiei și când femeile de serviciu făceau curat în dormitoare cu familia de față.
Cei 16 oameni din garda interioară dormeau în subsol, pe hol și în biroul comandantului. Paznicii exteriori în frunte cu Pavel Medvedev erau în număr de 56 și au fost cazați în Casa Popov de vizavi. Gărzile aveau voie să aducă femei pentru sex și să bea în Casa Popov și în camerele de la subsolul Casei Ipatiev. Erau patru cuiburi de mitraliere: una în clopotnița Catedralei Voznesenski îndreptată spre casă; un al doilea la subsolul Casei Ipatiev îndreptat spre stradă; un al treilea monitoriza balconul cu vedere spre grădină din spatele casei; și al patrulea era în pod și era îndreptat spre intersecție, imediat deasupra dormitorului țarului și țarinei. Erau zece posturi de pază în jurul și în interiorul Casei Ipatiev, și exteriorul era patrulat de două ori pe oră zi și noapte. La începutul lui mai, paznicii le-au luat prizonierilor pianul din camera de zi și l-au mutat în biroul comandantului aflat în camera alăturată dormitorului Romanovilor. Aici, ei îi umileau seara cântând cântece revoluționare⁠(d) rusești în timp ce beau și fumau. Ei ascultau și discurile de gramofon ale Romanovilor la fonograful confiscat. Lavoarul de la capul scărilor era folosit și de paznici, care mâzgăleau slogane politice și graffiti obscene pe pereți. Numărul paznicilor Casei Ipatiev era de 300 atunci când familia imperială a fost ucisă.

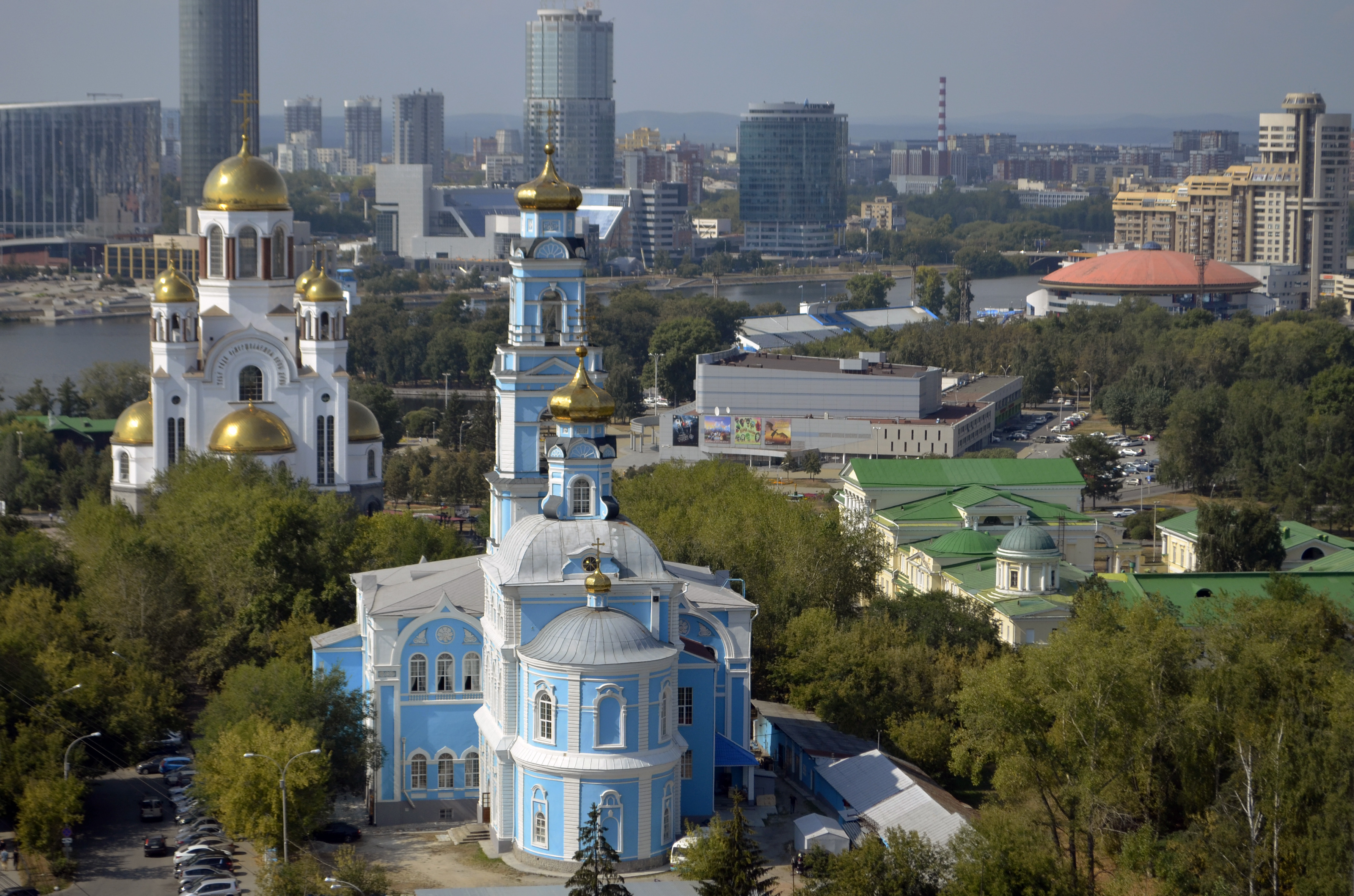
Biserica „Toți Sfinții” (stânga-sus) în 2016, unde era înainte Casa Ipatiev. Catedrala Voznesenski este în prim plan; acolo, în era montată o mitralieră îndreptată spre dormitorul țarului și țarinei din colțul sud-estic al casei.

Când Iurovski i-a luat locul lui Aleksandr Avdeev în postul de comandant la 4 iulie, el i-a mutat pe membri fostei gărzi interioare în Casa Popov. Au fost păstrați doar adjuncții mai înalți în grad, dar ei erau însărcinați doar cu paza holului și nu mai aveau acces în camerele Romanovilor, privilegiu acordat doar oamenilor lui Iurovski. Înlocuitorii erau aleși de către Ceka locală din rândurile batalioanelor de voluntari ale uzinei Verh-Isețk la cererea lui Iurovski. El voia bolșevici devotați pe care se putea baza să facă ce le cerea el. Ei au fost anunțați de la început să fie pregătiți, la nevoie, să-l ucidă pe țar, lucru despre care au fost puși să jure că nu vor vorbi. În acel moment nu se spusese nimic despre uciderea familiei sau slujitorilor. Pentru a împiedica repetarea fraternizării⁠(d) din timpul lui Avdeev, Iurovski a ales predominant străini. Nicolae nota la 8 iulie în jurnalul său că „letoni noi stau de pază”, folosind termenul leți, un cuvânt folosit în Rusia cu referire la europeni care nu sunt de origine rusă. Liderul noilor gărzi era lituanianul Adolf Lepa.
Romanovii erau ținuți prizonieri de Armata Roșie la Ekaterinburg, deoarece bolșevicii voiau inițial să-i judece. Întrucât Războiul Civil continua și Armata Albă (o alianță slab închegată de forțe anticomuniste) amenința să captureze orașul, erau temeri că Romanovii vor cădea în mâinile albilor. Aceasta era ceva inacceptabil pentru bolșevici din două motive: în primul rând, țarul sau orice alt membru al familiei lui ar putea deveni un portdrapel care să adune susținere pentru cauza albilor; și în al doilea rând, țarul, sau un alt membru al familiei lui, în caz că țarul ar fi murit, ar fi fost considerat domnitor legitim al Rusiei de către alte țări europene. Aceasta ar fi însemnat capacitatea de a negocia o intervenție străină mai consistentă în favoarea albilor. Puțin după ce familia a fost executată, orașul a căzut în mâinile Armatei Albe. La jumătatea lui iulie 1918, forțele Legiunii Cehoslovace se apropiau de Ekaterinburg, pentru a apăra Calea Ferată Transsiberiană, pe care o controlau. Conform istoricului David Bullock, bolșevicii aveau impresia falsă că cehoslovacii erau într-o misiune de salvare a familiei, astfel că au intrat în panică și și-au executat prizonierii. Legiunea a sosit la mai puțin de o săptămână și a capturat orașul la 25 iulie.

În timpul prizonieratului familiei, la sfârșitul lui iunie, Piotr Voikov⁠(d) și Alexandr Beloborodov⁠(d), președintele Sovietului Regional Ural, au coordonat un transfer clandestin de scrisori scrise în franceză în Casa Ipatiev, chipurile din partea unui ofițer monarhist care voia să-i salveze, dar care în realitate erau compuse la cererea Ceka. Aceste scrisori fabricate, împreună cu răspunsul Romanovilor (scris fie în spațiile albe sau pe plic), a furnizat Comitetului Central Executive de la Moscova noi justificări pentru a „lichida” familia imperială. Iurovski a observat mai târziu că, prin răspunsul la scrisorile false, Nicolae „căzuse într-un plan improvizat al nostru de a-i întinde o capcană”. La 13 iulie, peste drum de Casa Ipatiev, în Piața Voznesenski s-a organizat o demonstrație a unor soldați din Armata Roșie, socialiști revoluționari și anarhiști⁠(d), care cereau dizolvarea Sovietului Ekaterinburg și transferul controlul asupra orașului în mâinile lor. Rebeliunea a fost suprimată violent de un detașament de gărzi roșii în frunte cu Piotr Ermakov, care a deschis focul asupra protestatarilor, ceea ce se putea auzi de la fereastra dormitorului țarului și țarinei. Autoritățile au exploatat incidentul, calificându-l drept rebeliune monarhistă care amenința securitatea prizonierilor din Casa Ipatiev.
„Ne place acest om din ce în ce mai puțin.”—Intrare în jurnalul țarului Nicolae al II-lea, cu referire la restrângerea constantă a restricțiilor asupra familiei sale de către Iurovski., 

### Planificarea execuției
Sovietul Regional Ural a convenit, într-o ședință din 29 iunie, ca familia Romanov să fie executată. Filipp Goloșciokin a sosit la Moscova la 3 iulie cu un mesaj prin care insista pentru execuția țarului. Participau doar șapte din cei 23 de membri ai Comitetului Central Executiv, dintre care trei erau Lenin, Sverdlov și Felix Dzerjinski. S-a convenit ca prezidiul⁠(d) Sovietului Regional Ural să organizeze detaliile practice ale execuției familiei și să hotărască în ce zi va avea loc când o impune situația militară, contactând Moscova pentru aprobarea finală.
S-a discutat și uciderea soției și copiilor țarului, dar aceasta a trebuit ținută secret de stat pentru a evita repercusiunile politice; ambasadorul german Wilhelm von Mirbach-Harff pusese bolșevicilor întrebări repetate despre situația familiei. Un alt diplomat, consulul britanic Thomas Preston, care locuia în apropierea Casei Ipatiev, era des presat de Pierre Gilliard, Sydney Gibbes și prințul Vasili Dolgorukov⁠(d) să-i ajute pe Romanovi, ultimul transportând bilete din celula lui înainte ca și el să fie omorât de Grigori Nikulin, adjunctul lui Iurovski. Cererile lui Preston de a primi acces la familie au fost însă respinse permanent. După cum avea să explice Troțki mai târziu, „familia țarului a căzut victimă principiului care forma însăși axa monarhiei: moștenirea dinastică”, pentru care moartea lor era o necesitate. Goloșciokin s-a întors la Ekaterinburg în 12 iulie cu un rezumat al discuției sale despre Romanovi de la Moscova, împreună cu instrucțiuni ca nimic referitor la moartea lor să nu i se comunice direct lui Lenin.
La 14 iulie, Iurovski finaliza detaliile locului de înhumare și modului de a distruge cât mai multe dovezi cu putință. El se consulta frecvent cu Piotr Ermakov, care era însărcinat cu echipa de înhumare și susținea că știe zona rurală înconjurătoare, motiv pentru care Iurovski și-a pus încrederea în el. Iurovski voia să adune familia și servitorii într-un spațiu restrâns din care să nu poată fugi. Camera de la subsol aleasă în acest scop avea o fereastră cu gratii care a fost bătută în cuie pentru a atenua zgomotul împușcăturilor și eventualele țipete. S-a discutat și posibilitatea de a-i împușca și înjunghia noaptea în somn sau uciderea lor în pădure și aruncarea lor în lacul Iset cu bucăți de metal care să le tragă cadavrele la fund. Planul lui Iurovski era de a efectua o execuție eficientă a tuturor celor 11 prizonieri simultan, dar a luat în calcul și că va fi nevoit să-i împiedice pe cei implicați să violeze femeile sau să caute cadavrele de bijuterii. După ce anterior confiscase unele bijuterii, el bănuia că mai sunt și altele ascunse în hainele lor; cadavrele aveau să fie dezbrăcate pentru a obține tot restul (aceasta, împreună cu mutilările, urma să și împiedice eventualii anchetatori ulteriori să le identifice).
La 16 iulie, Iurovski a fost informat de Sovietele Uralului că contingente ale Armatei Roșii se retrag pe toate direcțiile și că execuțiile nu mai pot fi amânate. Goloșciokin și Gheorghi Safarov⁠(d) au trimis lui Lenin la Moscova o telegramă cifrată prin care se cerea aprobarea finală pe la orele 6:00pm. Nu există vreo dovadă documentară a vreunui răspuns de la Moscova, dar Iurovski a insistat că el și Goloșciokin primiseră ordin să continue de la Comitetul Central pe la orele 7:00pm. Aceasta este confirmată și de un fost paznic de la Kremlin, Alexei Akimov, care, pe la sfârșitul anilor 1960, a susținut că Sverdlov l-a instruit personal să ducă la telegraf un mesaj prin care confirma aprobarea Comitetului Central pentru „judecată” (cod pentru „execuție”), dar cu instrucțiuni stricte ca și forma scrisă, și banda de telegraf⁠(d) să-i fie aduse înapoi imediat după trimitere. La orele 8:00pm, Iurovski și-a trimis șoferul să ia un camion pentru transportul cadavrelor, și să aducă cu el și suluri de pânză pentru a le înfășura. Intenția era să-l parcheze cât mai aproape de intrarea în subsol, cu motorul pornit, ca să mascheze zgomotele împușcăturilor. Iurovski și Pavel Medvedev au adunat 14 pistoale, respectiv 2 pistoale Browning⁠(d), două Colturi americane, două 7.65 Mauser, un Smith & Wesson⁠(d) și șapte Naganturi⁠(d) belgiene. Nagantul funcționa cu praf de pușcă negru, vechi, care făcea mult fum; praful de pușcă fără fum⁠(d) era doar în curs de intrare în uz.

În biroul comandantului, Iurovski a atribuit fiecărui asasin câte o victimă înainte să distribuie pistoalele. El a luat un Mauser și un Colt în timp ce Ermakov s-a înarmat cu trei Naganturi, un Mauser și o baionetă; el era singurul căruia i se atribuiseră două victime, Alexandra și Botkin. El și-a instruit oamenii să „tragă direct în inimă pentru a evita o curgere prea mare de sânge și ca să se termine repede”. Cel puțin doi leți, prizonierii de război austro-ungari pe nume Andras Verhas și Adolf Lepa, el însuși șeful contingentului, au refuzat să împuște femeile. Iurovski i-a trimis pe amândoi la Casa Popov pentru că au dat greș „la cel mai important moment al datoriei lor revoluționare”. Nici Iurovski și nici vreun altul dintre ucigași nu s-au gândit mai bine la logistica distrugerii eficiente a unsprezece cadavre. El era sub presiunea asigurării că monarhiștii care vor veni nu vor mai găsi rămășițe pe care să le exploateze pentru a ralia susținere anticomunistă.

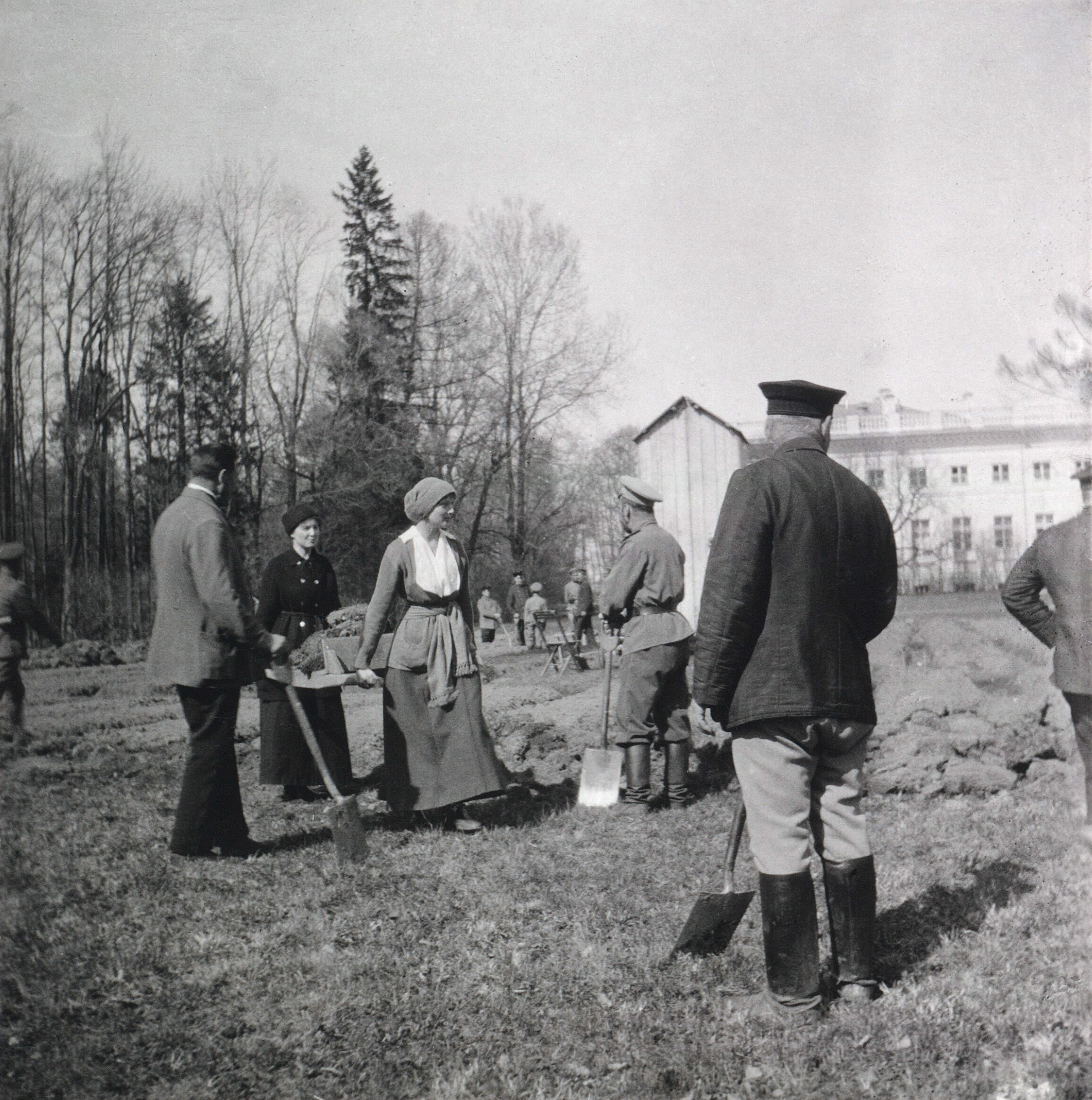
Nicolae al II-lea, Tatiana și lucrând la o, la Palatul Alexandru, în mai 1917. Familiei nu i s-a permis nicio astfel de distracție la Casa Ipatiev.

## Execuția

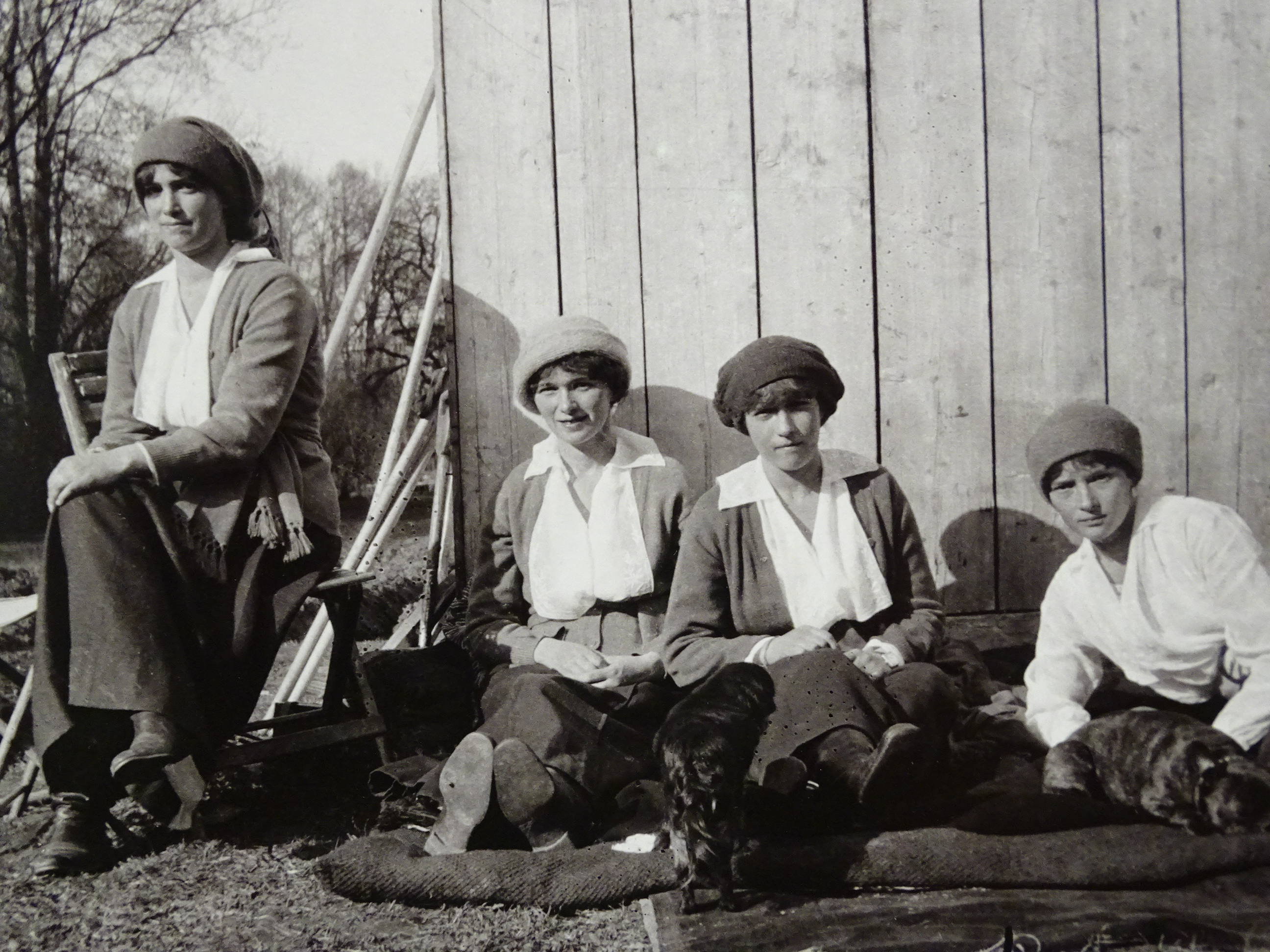
De la stânga la dreapta: marile ducese Maria, Olga, Anastasia și Tatiana Nikolaevna ale Rusiei în captivitate la Țarskoe Selo, în primăvara anului 1917. Una dintre ultimele fotografii cunoscute ale fiicelor țarului Nicolae al II-lea.

În timp ce Romanovii serveau cina pe 16 iulie, Iurovski a intrat în camera de zi și i-a informat că băiatul de la bucătărie Leonid Sednev⁠(d) pleca să se întâlnească cu unchiul lui, Ivan Sednev, care se întorsese în oraș și cerea să-l vadă; Ivan fusese deja împușcat de către CEKA. Familia s-a întristat, deoarece Leonid era singurul tovarăș de joacă al lui Alexei și era al cincilea membru al anturajului imperial care era îndepărtat, dar au fost asigurați de către Iurovski că el se va întoarce în curând. Alexandra nu avea încredere în el, scriind în ultimul ei jurnal cu doar câteva ore înainte de moarte că se îndoiește că „e adevărat și îl vom mai vedea pe băiat înapoi!” De fapt, Leonid a fost ținut în Casa Popov în acea noapte. Iurovski nu vedea niciun motiv să-l omoare și a vrut să-l îndepărteze înainte de execuție.
Pe la miezul nopții de 17 iulie 1918, Iakiv Iurovski⁠(d), comandantul Casei cu Destinație Specială, a ordonat medicului Romanovilor, dr. Eugene Botkin⁠(d), să trezească familia care dormea și să le ceară să se îmbrace, sub pretextul că familia va fi mutată într-o locație sigură datorită haosului iminent din Ekaterinburg. Romanovii au fost duși apoi într-o cameră de 5 pe 6 metri de la demisol. Nicolae l-a întrebat pe Iurovski dacă ar putea aduce două scaune, pe care să stea Alexei și Alexandra. Asistentul lui Iurovski, Grigori Nikulin, a remarcat că „moștenitorul dorește să moară într-un scaun. Atunci, foarte bine, să-l aibă.” Prizonierilor li s-a spus să aștepte în acea încăpere în timp ce era adus camionul care urma să-i transporte. Câteva minute mai târziu, a fost adus un pluton de execuție al poliției secrete și Iurovski a citit cu voce tare ordinul primit de la Comitetului Executiv:
„Nikolai Alexandrovici, având în vedere că rudele tale își continuă atacurile asupra Rusiei Sovietice, Comitetul Executiv Ural a hotărât să te execute.”
Nicolae, cu fața la familia lui, s-a întors și a spus „Ce? Ce?” Iurovski a repetat rapid ordinul și armele au fost ridicate. Împărăteasa și marea ducesă Olga au încercat să își facă cruce⁠(d), după cum își amintea un paznic, dar nu au mai apucat în mijlocul focurilor de armă. Iurovski și-a ridicat pistolul Colt către corpul lui Nicolae și a tras; în Nicolae au tras toți soldații adunați, iar el a căzut repede mort, străpuns de mai multe gloanțe. Piotr Ermakov⁠(d), comisarul militar pentru Verh-Isetsk, beat, a împușcat-o mortal pe Alexandra în cap. El a tras apoi în Maria, care a fugit spre ușile duble, nimerind-o în coapsă. Restul călăilor au tras haotic unii peste umerii celuilalt, până când camera era atât de plină de fum și praf că nimeni nu mai putea vedea nimic în întuneric și nici nu se mai auzea vreun ordin din cauza zgomotului.
Alexei Kabanov, care a ieșit în stradă pentru a verifica nivelul de zgomot, a auzit tare și clar câinii lătrând în apartamentele Romanovilor și sunetul focurilor de armă, în ciuda zgomotului motorului mașinii Fiat. Kabanov s-a grăbit apoi la parter și le-a spus oamenilor să nu mai tragă și să ucidă familia și câinii cu paturile puștilor și cu baionetele. În câteva minute, Iurovski fost nevoit să oprească tragerea din cauza fumului caustic de praf de pușcă ars, a prafului de tencuială din tavan stârnit de reverberația gloanțelor, și a focurilor de armă asurzitoare. Când s-au oprit, s-au deschis ușile să se împrăștie fumul. Așteptând să se risipească fumul, ucigașii auzeau gemete în interiorul camerei. Când s-a aerisit, a devenit evident că, deși mai mulți slujitori ai familiei fuseseră uciși, toați copiii țarului erau în viață și, în plus, numai Maria era rănită.

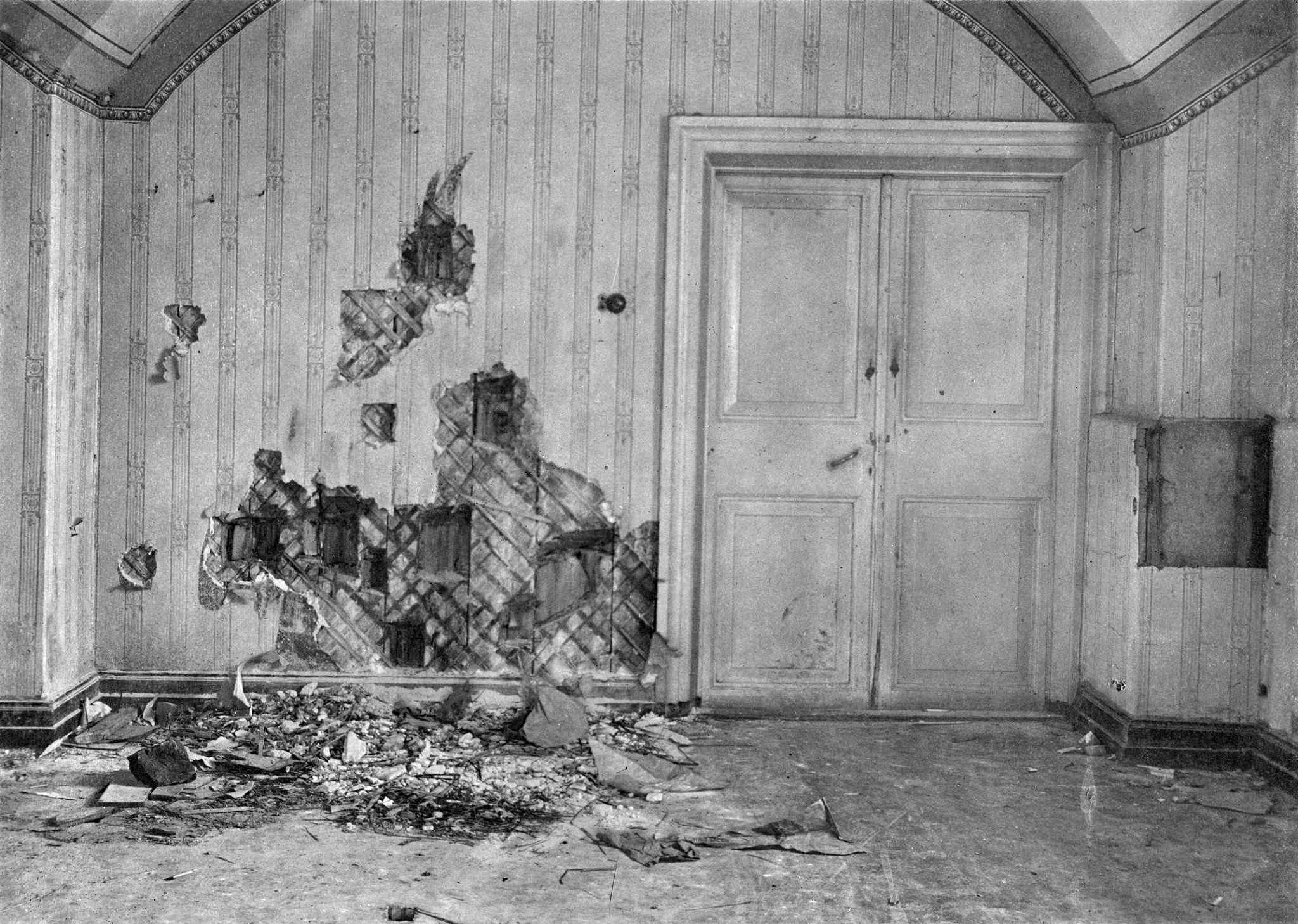
Demisolul unde familia Romanov a fost ucisă. Zidul a fost distrus în căutare de gloanțe și alte dovezi de către anchetatori în 1919. Ușile duble care duceau la o magazie au fost blocate în timpul execuției.

Împușcăturile fuseseră auzite în toate casele vecine și mulți oameni se treziseră din somn. Călăilor li s-a ordonat să continue cu baionetele, tehnică ce s-a dovedit ineficientă și a fost nevoie ca copiii să fie omorâți cu alte împușcături, de data aceasta direct în cap. Țareviciul a fost primul dintre copii care a fost executat. Lui Iurovski nu i-a venit să creadă când Nikulin a tras o întreagă magazie de gloanțe din pistolul Browning în Alexei, care încă stătea înmărmurit în scaun; și el avea bijuterii cusute în lenjerie și în chipiu⁠(d). Ermakov l-a împușcat și l-a înjunghiat și, când a dat greș, Iurovski l-a împins la o parte și l-a omorât el pe băiat cu un glonț în cap. Ultimele care au murit au fost Tatiana, Anastasia și Maria, care aveau peste 1,3 kilograme de diamante cusute în haine, ceea ce le-a dat o oarecare protecție față de gloanțe. Și ele au fost însă înjunghiate cu baioneta. Olga a fost și ea împușcată în cap. Maria și Anastasia se ghemuiseră lângă un perete acoperindu-și capetele îngrozite până când au fost și ele omorâte. Iurovski însuși i-a omorât pe Tatiana și pe Alexei. Tatiana a murit în urma unui glonț tras în ceafă. Alexei a fost împușcat de două ori în cap, chiar după ureche. Anna Demidova⁠(d), servitoarea Alexandrei, a supraviețuit tirului inițial, dar a fost rapid omorâtă cu baionetele în timp ce încerca să se apere cu o pernă mică plină cu pietre prețioase. În timp ce cadavrele erau așezate pe tărgi, una dintre fete a țipat și și-a acoperit fața cu brațul. Ermakov a apucat pușca lui Alexandr Strekotin și a înjunghiat-o în piept cu baioneta, dar după ce baioneta nu a pătruns, și-a scos revolverul și a împușcat-o în cap.
În timp ce Iurovski verifica pulsul victimelor, Ermakov umbla prin cameră, înjunghia trupurile cu baioneta. Execuția a durat aproximativ 20 de minute, Iurovski recunoscând mai târziu „slaba stăpânire a armei inevitabilele emoții” ale lui Nikulin. Anchetele ulterioare au calculat că s-ar putea să se fi tras 70 de gloanțe, aproximativ șapte gloanțe de fiecare trăgător, dintre care 57 au fost găsite în demisol și în toate cele trei morminte ulterioare. Unii dintre brancardierii lui Pavel Medvedev au început să caute obiecte de valoare asupra trupurilor. Iurovski a văzut acest lucru și le-a cerut să predea toate obiectele furate, altfel vor fi împușcați. Tentativa de jaf, împreună cu incompetența lui Ermakov, și faptul că era beat, l-au convins pe Iurovski să supravegheze el însuși înhumarea cadavrelor. Numai spanielul⁠(d) lui Alexei, Bucuria, a supraviețuit și a fost salvat de către un ofițer britanic al Forței Aliate de Intervenție, trăindu-și ultimele zile în Windsor, Berkshire.

Alexandr Beloborodov a trimis o telegramă codată secretarului lui Lenin, Nikolai Gorbunov⁠(d). Aceasta a fost găsit de anchetatorul Nikolai Sokolov al albilor și textul ei era:
„Informați-l pe Sverdlov că toată familia a împărtășit soarta capului ei. Oficial, familia va muri la evacuare.”
Alexandr Lisițîn de la Ceka, un martor esențial în numele Moscovei, a fost desemnat să-i trimită imediat lui Sverdlov după execuție jurnalele și scrisorile cu valoare politică ale lui Nicolae și ale Alexandrei, care aveau să fie publicate în Rusia cât mai curând posibil. Beloborodov și Nikulin au supervizat jefuirea apartamentelor Romanovilor, sechestrând toate obiecte personale ale familiei, cele mai valoroase fiind îngrămădite în biroul lui Iurovski, în timp ce lucrurile considerate neimportante și fără valoare au fost îndesate în sobe și arse. Totul a fost ambalat în cuferele⁠(d) Romanovilor pentru a fi expediate la Moscova sub escorta comisarilor. La 19 iulie, bolșevicii au naționalizat toate proprietățile confiscate de la Romanovi, și în aceeași zi Sverdlov a anunțat Consiliul Comisarilor Poporului de execuția țarului.

### Înhumarea rămășițelor
Trupurile Romanovilor și ale servitorilor lor au fost încărcate într-un camion Fiat echipat cu motor de 60 CP, cu o zonă de marfă de 6 × 10 metri. Puternic încărcat, vehiculul a tras din greu cale de cincisprezece kilometri pe un drum desfundat pentru a ajunge la pădurea Kopteaki. Iurovski a fost furios când a descoperit că Ermakov cel beat adusese o singură cazma pentru înmormântare. După încă aproape un kilometru, lângă trecere nr. 185 de pe linia care deservea uzinele Verh-Isețk 25 de oameni care lucrau pentru Ermakov așteptau cu cai și căruțe ușoare. Aceștia erau toți beți și au fost indignați că prizonierii nu le-au fost aduși în viață. Ei se așteptau să facă parte dintr-o gloată care să-i linșeze și sperau să aibă ocazia să violeze femeile înainte de a le ucide. Lui Iurovski i-a fost greu să păstreze controlul situației, convingându-i în cele din urmă pe oamenii lui Ermakov să mute unele dintre cadavre din camion în căruțe. Câțiva dintre oamenii lui Ermakov au pipăit cadavrele femeilor căutând diamante ascunse în lenjeria intimă, și doi dintre ei i-au ridicat fusta Alexandrei și i-au pipăit organele genitale. Iurovski le-a ordonat să se retragă sub amenințarea armei, izgonindu-i pe cei doi care pipăiseră cadavrul țarinei⁠(d) și pe oricare alții pe care îi vedea că fură. Unul dintre oameni a rânjit, spunând că poate „muri în pace”, după ce a atins corpul regal.

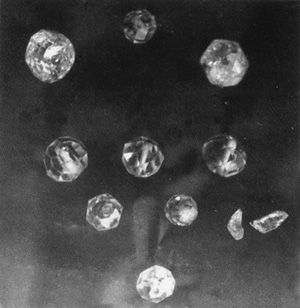
Din graba înhumării, mai multe bunuri, cum ar fi aceste topaze, au fost trecute cu vederea de către oamenii lui Iurovski și în cele din urmă au fost recuperate de către Sokolov în 1919.

Camionul s-a împotmolit într-o zonă de teren mlăștinos de lângă calea ferată Gorno-Uralsk, unde toate cadavrele au fost descărcate în căruțe și duse la locul de înmormântare. Răsărise soarele când căruțașii au ajuns undeva de unde puteau vedea mina dezafectată, un mare luminiș într-un loc numit „Patru Frați”. Oamenii lui Iurovski au mâncat întâi ouăle fierte tari⁠(d) date de călugărițele locale pentru familia imperială, în timp ce restul oamenilor lui Ermakov au fost trimiși înapoi în oraș întrucât Iurovski nu avea încredere în ei și era nemulțumit de starea lor de ebrietate.
Iurovski și alți cinci bărbați au întins trupurile pe iarbă și le-au dezbrăcat, adunând hainele într-o grămadă și arzându-le în timp ce Iurovski făcea un inventar al bijuteriilor. Numai lenjeria Mariei nu conținea bijuterii, ceea ce pentru Iurovski a fost dovada că familia a încetat să mai aibă încredere în ea după ce devenise prea prietenoasă cu unul dintre gardieni în mai. După ce cadavrele au fost „complet dezbrăcate”, au fost aruncate într-un puț de mină și stropite cu acid sulfuric pentru ale desfigura pentru a nu mai putea fi recunoscute. Abia atunci Iurovski și-a dat seama că groapa avea mai puțin de 3 metri adâncime și cadavrele nu se scufundau în noroiul de pe fund așa cum se aștepta. El a încercat fără succes să prăbușească mina cu grenade de mână, după care oamenii lui au acoperit-o cu pământ moale și crengi. Iurovski a lăsat trei oameni să păzească locul în timp ce el s-a întors la Ekaterinburg cu un sac plin de 8 kg de diamante, să le raporteze lui Beloborodov și Goloșciokin. S-a luat hotărârea că groapa este prea mică.
Serghei Ciuțkaev⁠(d) din sovietul local i-a spus lui Iurovski de niște mine de cupru ceva mai adânci aflate la vest de Ekaterinburg, într-o zonă mai izolată și mlăștinoasă, unde un mormânt era mai puțin susceptibil a fi descoperit. El a inspectat loculul în seara zilei de 17 iulie și a raportat înapoi la Ceka de la Hotelul Amerikanskaia. El a ordonat să se trimită mai multe camioane la Kopteaki în timp ce lui Piotr Voikov⁠(d) i-a dat dispoziție să ia butoaie de petrol, kerosen și acid sulfuric, și multe lemne uscate. Iurovski a rechiziționat și mai multe căruțe trase de cai pentru a fi utilizate la mutarea cadavrelor în locul nou. Iurovski și Goloșciokin, împreună cu mai mulți alți agenți Ceka, au revenit la mine pe la ora 4:00 în dimineața zilei de 18 iulie. Cadavrele umede au fost scoase afară, unul câte unul, folosind frânghii legate de membrele lor, și puse sub o prelată. Iurovski, îngrijorat că nu va avea suficient timp pentru a avea cadavrele în mina mai adâncă, a ordonat oamenilor săi să sape o altă groapă pe loc, dar pământul era prea tare. El a revenit la Hotelul Amerikanskaia să se sfătuiască cu Ceka. A rechiziționat un alt camion pe care l-a încărcat cu blocuri de beton pe care să le prindă de cadavre înainte de a le scufunda în noua mină. Un al doilea camion a dus un detașament de agenți Ceka care să ajute la mutarea cadavrelor. Iurovski a revenit în pădure pe la ora 10:00 în seara de 18 iulie. Cadavrele au fost din nou încărcate în camionul Fiat, care fusese între timp scos din noroi.

### Ancheta lui Sokolov
După ce Ekaterinburgul a căzut în mâinile Armatei Albe anticomuniste la 25 iulie, amiralul Alexandr Kolceak a înființat la sfârșitul acelei luni Comisia Sokolov pentru a ancheta crimele. Nikolai Sokolov⁠(d), anchetator legal al Tribunalului Regional Omsk, a interogat mai mulți membri ai anturajului Romanovilor în februarie 1919, în special pe Pierre Gilliard⁠(d), Alexandra Tegleva și Sydney Gibbes⁠(d).

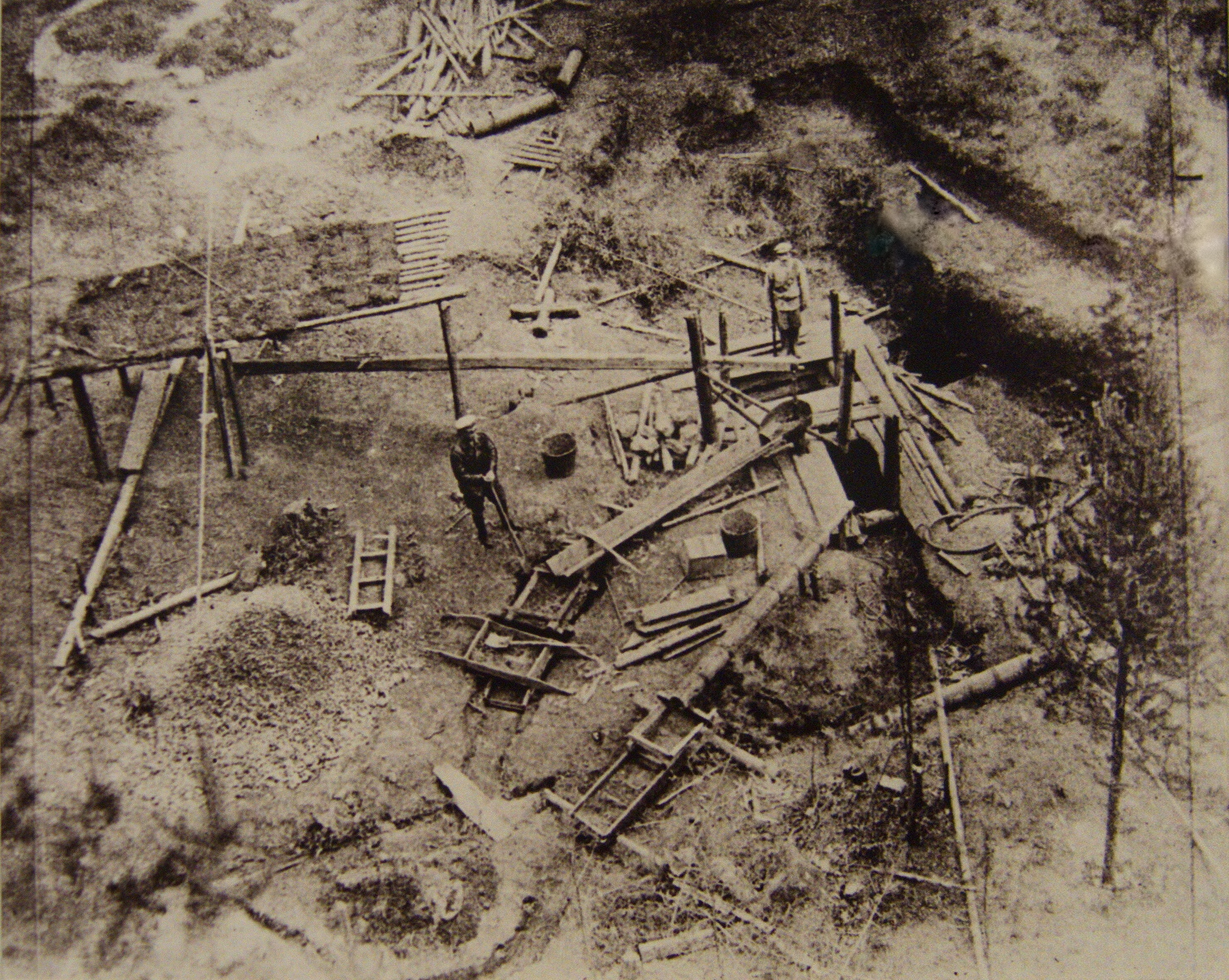
Echipă de anchetă a lui Sokolov inspectând puțul minei în primăvara lui 1919

Sokolov a descoperit un număr mare de obiecte personale și de valoare ale Romanovilor care fuseseră omise de Iurovski și oamenii lui, în interiorul și în jurul puțului minei în care au fost aruncate cadavrele. Printre acestea se numărau fragmente dezmembrate și arse de os, grăsime întărită, Proteza dentară superioară și ochelarii doctorului Botkin, șireturi de corset, insigne și catarame, încălțăminte, chei, perle și diamante, câteva cartușe și o parte dintr-un deget tăiat al unei femei. În groapă s-a găsit doar cadavrul câinelui rasa spaniel King Charles⁠(d) al Anastasiei, Jimmy. Puțul puțin adânc nu a prezentat nicio urmă de îmbrăcăminte, ceea ce era consistent cu relatarea lui Iurovski că toate hainele victimelor au fost arse înainte ca trupurile să fie aruncate în puț. Sokolov nu a reușit până la urmă să găsească mormântul ascuns de pe Drumul Kopteaki, fotografiind locul doar pentru a proba unde s-a împotmolit camionul Fiat în dimineața de 19 iulie. Întoarcerea iminentă a forțelor bolșevice în iulie 1919 l-a obligat să evacueze, luând cu el cutia conținând resturile recuperate. Sokolov a acumulat numeroase dovezi fotografice și relatări ale martorilor oculari cât să umple opt volume. A murit de infarct în Franța în 1924 înainte de a-și definitiva ancheta. Cutia a rămas păstrată în biserica ortodoxă rusă „Sfântul Iob” din Uccle, Bruxelles.

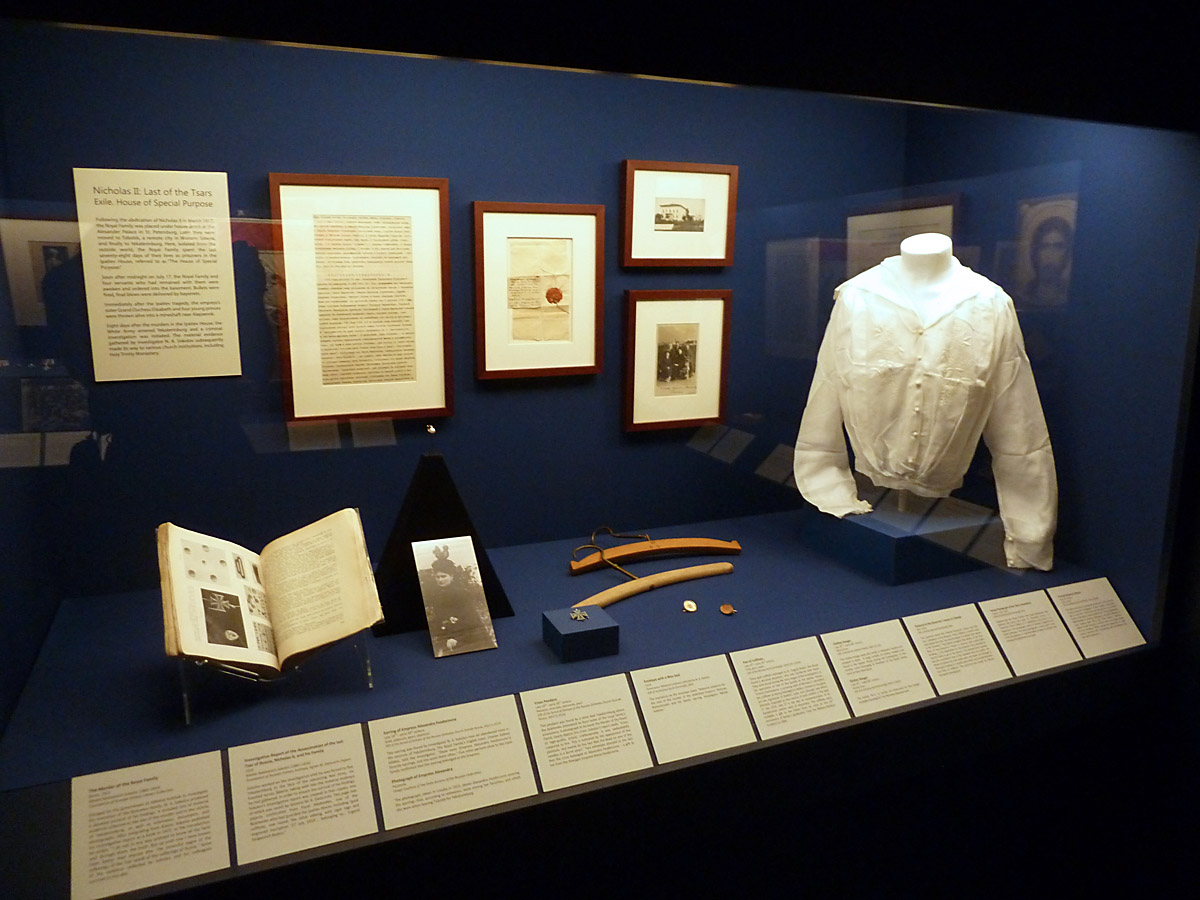
Obiecte ale Romanovilor recuperate și expuse la din. La dreapta, este o cămașă care a aparținut uneia dintre marile ducese.

Raportul lui preliminar a fost publicat într-o carte în același an în franceză și apoi în rusă, și a fost singura explicație istorică acceptată despre moartea țarului timp de 65 de ani până în 1989. El a concluzionat eronat că prizonierii au murit imediat în urma împușcării, cu excepția lui Alexei și a Anastasiei, care au fost împușcați și înjunghiați, și că cadavrele au fost distruse prin incinerarea pe un rug imens. Publicarea și acceptarea pe plan mondial a rezultatelor anchetei i-a determinat pe sovietici să emită în 1926 un manual aprobat de guvern care plagia în mare parte lucrarea lui Sokolov, recunoscând că țarina și copiii ei fuseseră uciși odată cu țarul. În 1938, Iosif Stalin a interzis orice discuție despre uciderea Romanovilor. Raportul lui Sokolov a fost și el interzis. Biroul Politic al lui Leonid Brejnev a declarat Casa Ipatiev de „insuficientă importanță istorică” și șeful KGB Iuri Andropov a demolat-o în septembrie 1977, cu mai puțin de un an înainte de a se împlini șaizeci de ani de la crimă. Elțin scria în memoriile lui că „mai devreme sau mai târziu, ne va fi rușine de acest barbarism”. Distrugerea casei nu a oprit pelerinii și monarhiștii de la a veni în vizită.
Detectivul amator local Alexandr Avdonin⁠(d) și cineastul Gheli Reabov⁠(d) au localizat mormântul improvizat la 30-31 mai 1979, după ani de zile în care au adunat pe furiș dovezi și au studiat probele primare. Ei au scos din mormânt trei cranii, dar, după ce nu au reușit să găsească un specialist sau un laborator care să-i ajute să le examineze, îngrijorați de consecințele pe care le-ar putea avea găsirea mormântului, Avdonin și Reabov le-au îngropat la loc în vara lui 1980. Președinția lui Mihail Gorbaciov a adus cu ea epoca de glasnost („deschidere”) și perestroika („reformă”), ceea ce l-a făcut pe Reabov să dezvăluie mormântul Romanovilor ziarului The Moscow News⁠(d) la 10 aprilie 1989, spre groaza lui Avdonin. Rămășițele au fost exhumate în 1991 de oficiali sovietici într-o „exhumare oficială” făcută în grabă și care a deteriorat situl, distrugând dovezi valoroase. Întrucât cadavrele nu aveau haine și distrugerea rămășițelor fusese puternică, au persistat controverse pe tema dacă scheletul identificat și înmormântat la Sankt Petersburg ca fiind al Anastasiei nu este cumva de fapt al Mariei. Au existat considerabile disensiuni în sânul Bisericii Ortodoxe Ruse chiar și pe tema dacă oasele descoperite în pădure sunt ale Romanovilor. Sfântul Sinod⁠(d) s-a opus deciziei guvernului din februarie 1998 de a înmormânta rămășițele în Fortăreața Petru și Pavel, preferând un mormânt „simbolic” până la rezolvarea autenticității lor. Ca urmare, la reînhumarea lor din iulie 1998, preotul care a ținut slujba i-a numit doar „creștini, victime ale Revoluției”.
La 29 iulie 2007, un alt grup de entuziaști locali amatori a găsit groapa mai mică în care se aflau rămășițele lui Alexei și ale surorii lui, localizate la două mici locuri de ardere nu departe de mormântul principal de pe Drumul Koptyaki. Deși anchetatorii criminaliști și geneticienii le-au identificat ca fiind ale lui Alexei și Mariei, scheletele rămân stocate în arhivele statului în așteptarea unei hotărâri a bisericii, care a cerut o examinare mai „riguroasă și detaliată”.

## Călăii

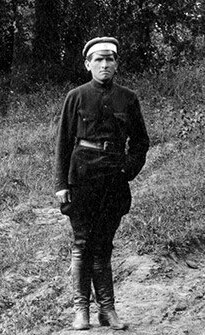
a supraviețuit nevătămat războiului civil. Spre deosebire de ceilalți asasini însă, el nu a primit niciun premiu sau promovare, motiv pentru care a ținut ranchiună. Tot restul vieții, el al luptat fără încetare pentru recunoașterea „meritelor” exagerându-și rolul jucat atât în moartea țărului, cât și în Revoluție. Mormântul lui, deși vandalizat de câteva ori, este loc de adunare pentru membrii locali ai Partidului Comunist la comemorarea uciderii țarului.

Ivan Plotnikov, profesor de istorie la Universitatea de Stat a Uralilor „Maxim Gorki”, a stabilit identitatea călăilor: Iakov Iurovski⁠(d), Grigori P. Nikulin, Mihail A. Medvedev (Kudrin), Piotr Ermakov, Stepan Vaganov, Alexei G. Kabanov (fost soldat în Gărzile Imperiale⁠(d) și cekist⁠(d) însărcinat cu mitraliera din pod), Pavel Medvedev, V. N. Netrebin, și I. M. Țelms. Filipp Goloșciokin⁠(d), un apropiat al lui Iakov Sverdlov, comisar militar al Uralispolkomului din Ekaterinburg, nu a participat însă efectiv, și doi sau trei paznici au refuzat să participe. Piotr Voikov a primit însărcinarea de a aranja distrugerea rămășițelor, obținând 570 de litri de benzină și 180 de kilograme de acid sulfuric, ultimul de la farmacia din Ekaterinburg. A fost martor, dar apoi a susținut că a luat parte la omoruri, furând obiecte de la una din marile ducese moarte. După omoruri, el avea să declare că „Lumea nu o să știe niciodată ce am făcut cu ei”. Voikov a fost ambasador sovietic în Polonia în 1924, unde a fost asasinat de un monarhist rus în iulie 1927.
Cei mai mulți dintre participanții direcți la uciderea familiei imperiale au supraviețuit lunilor de imediat după crimă. Printre cei care au murit la scurt timp s-a numărat Stepan Vaganov, apropiatul lui Ermakov, atacat și omorât de țărani la sfârșitul lui 1918 pentru participarea la acte de represiune brutală din partea Cekăi. Pavel Medvedev, șeful gărzii Casei Ipatiev și una dintre figurile-cheie ale execuției, a fost capturat de Armata Albă la Perm în februarie 1919. La interogatoriu, el a negat participarea la crime, și a murit în închisoare de tifos. Alexandr Beloborodov și adjunctul său Boris Didkovski au fost omorâți în 1938 în timpul Marii Epurări. Filipp Goloșciokin a fost împușcat în octombrie 1941 într-o închisoare NKVD⁠(d) și îngropat într-un mormânt nemarcat.
La trei zile după execuție, Iurovski i-a raportat personal lui Lenin evenimentele din acea noapte și a fost răsplătit cu o numire în Ceka Moscovei. El a deținut o succesiune de posturi importante în economie și în partid, murind la Spitalul Kremlinului⁠(d) în 1938 la 60 de ani. Înainte de a muri, el a donat pistoalele folosite la execuție Muzeului Revoluției din Moscova, și a lăsat în urmă trei relatări valoroase, deși contradictorii, ale evenimentelor. Iurovski nu și-a exprimat niciodată vreo remușcare pentru faptele sale. În schimb, într-o ultimă scrisoare lăsată copiilor săi puțin înainte de a muri, el se mândrea cu cariera lui revoluționară și cum „furtuna din Octombrie” își „întorsese chipul cel mai luminos” către el, făcându-l „cel mai fericit dintre muritori”. El și adjunctul lui, Nikulin, care a murit în 1964, sunt îngropați în Cimitirul Novodevici⁠(d) din Moscova. Fiul lui, Alexandr Iurvoski, a predat voluntar memoriile tatălui său detectivilor amatori Avdonin și Reabov în 1978.
Lenin considera familia Romanov un „jeg monarhist, o rușine de 300 de ani”, și la Nicolae al II-lea se referea în conversații și în scrieri ca la „cel mai aprig dușman al poporului rus, un călău sângeros, un jandarm asiatic” și „tâlhar încoronat”. Documentele care să ateste lanțul de comandă și responsabilitatea finală pentru soarta Romanovilor până la Lenin fie nu s-au întocmit de la început, fie au fost ascunse cu grijă. Lenin a operat cu o precauție extremă, metoda lui preferată fiind emiterea de instrucțiuni prin telegrame cifrate, insistând ca originalul și chiar și banda de telegraf pe care a fost trimisă să fie distruse. Documentele descoperite în Arhiva nr. 2 (Lenin), Arhiva nr. 86 (Sverdlov), precum și în arhivele Consiliului Comisarilor Poporului și ale Comitetului Central Executiv⁠(d) dezvăluie că o serie de „curieri” de partid erau desemnați regulat să transmită instrucțiunile lui, fie prin note confidențiale, fie prin directive anonime în numele colectiv al Consiliului Comisarilor Poporului. În toate aceste hotărâri, Lenin insista regulat să nu se păstreze nicio dovadă scrisă⁠(d). Cele 55 de volume ale Operelor alese⁠(d) ale lui Lenin, precum și memoriile celor care au luat parte direct la crime au fost cenzurate cu scrupulozitate, cu accent pe rolurile lui Sverdlov și Goloșciokin.
Lenin știa însă de hotărârea lui Vasili Iakovlev de a-i duce pe Nicolae, Alexandra și Maria mai departe, la Omsk în loc de Ekaterinburg în aprilie 1918, deoarece acesta era îngrijorat de comportamentul extrem de amenințător al Sovietelor Uralilor de la Tobolsk și de pe Calea Ferată Transsiberiană. Cronica Biografică a vieții politice a lui Lenin confirmă că mai întâi Lenin (între 18:00 și 19:00) și apoi Lenin și Sverdlov împreună (între 21:30 și 23:50) au avut contacte telegrafice directe cu Sovietele Uralilor pe tema schimbării rutei lui Iakovlev. În ciuda cererii lui Iakovlev de a duce familia mai departe în mai îndepărtatul raion Simski Gorni din gubernia Ufa (unde se puteau ascunde în munți), cerere în care el avertiza că „bagajul” ar putea fi distrus dacă va fi dat pe mâna Sovietelor Uralilor, Lenin și Sverdlov au insistat să fie aduși la Ekaterinburg. Lenin a salutat și vestea morții marii ducese Elisabeta, care a fost omorâtă la Alapaevsk⁠(d) împreună cu alți cinci Romanovi la 18 iulie 1918, remarcând că „virtutea cu coroană pe cap este un dușman și mai mare al revoluției mondiale⁠(d) decât o sută de țari tirani”.
Istoriografia sovietică⁠(d) l-a prezentat pe Nicolae ca pe un conducător slab și incompetent, ale cărui hotărâri au dus la înfrângeri militare și la moartea a milioane de supuși, în timp ce reputația lui Lenin a fost apărată cu orice preț, asigurându-se că nu se află nimic care să-i discrediteze memoria; responsibilitata pentru „lichidarea” familiei Romanov a fost pusă pe umerii Sovietelor Uralilor și Cekăi din Ekaterinburg.

## Urmări

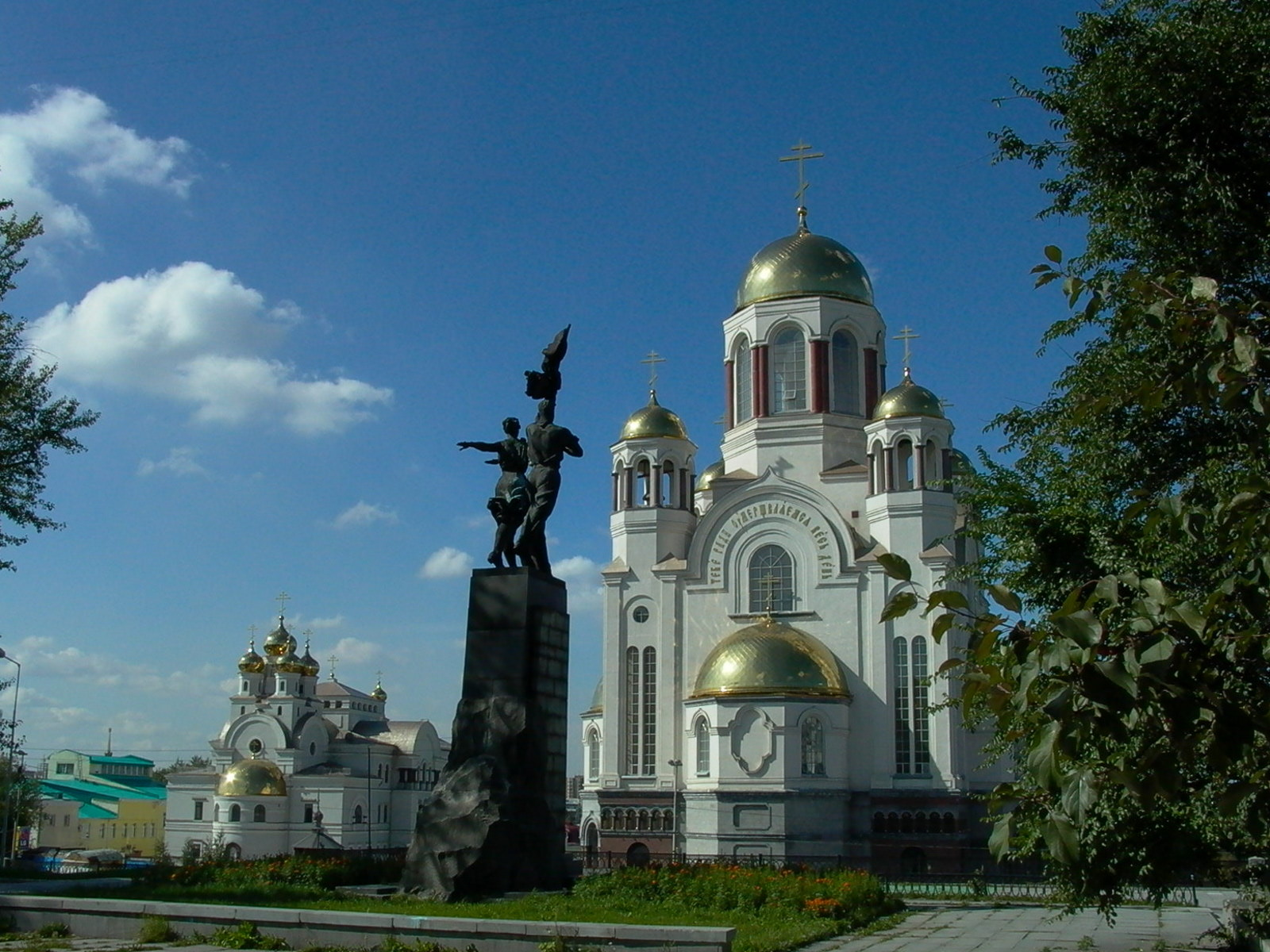
Biserica „Toți Sfinții”, construită pe locul Casei Ipatiev

În dimineața următoare, când în Ekaterinburg s-au răspândit zvonurile despre locul înhumării, Iurovski a scos cadavrele și le-a ascuns în altă parte (56°56′32″N 60°28′24″E / 56.942222°N 60.473333°E). Când vehiculul care transporta cadavrele s-a stricat pe drum spre următorul loc ales, Iurovski a făcut noi aranjamente, și îngropat majoritatea cadavrelor acoperite cu acid într-o groapă astupată și ascunsă cu moloz, acoperită cu traverse de cale ferată și apoi pământ (56°54′41″N 60°29′44″E / 56.9113628°N 60.4954326°E) pe Drumul Kopteaki, un drum de căruțe (ulterior abandonat) la 19 km nord de Ekaterinburg.
În după-amiaza zilei de 19 iulie, Filipp Goloșciokin a anunțat la Casa Operei de pe Glavni Prospekt că „Nicolae cel Sângeros” a fost împușcat și că familia sa a fost dusă într-un alt loc. Sverdlov a permis unui ziar local din Ekaterinburg să publice „Execuția lui Nicolae, sângerosul criminal încoronat – împușcat fără formalități burgheze, ci conform cu noile noastre principii democratice”, împreună cu o notă conform căreia „soția și fiul lui Nikolai Romanov au fost trimiși într-un loc sigur”. Un anunț oficial a apărut în presa națională două zile mai târziu. El relata că monarhul a fost executat din ordinul Uralispolkomului sub presiunea generată de apropierea cehoslovacilor.

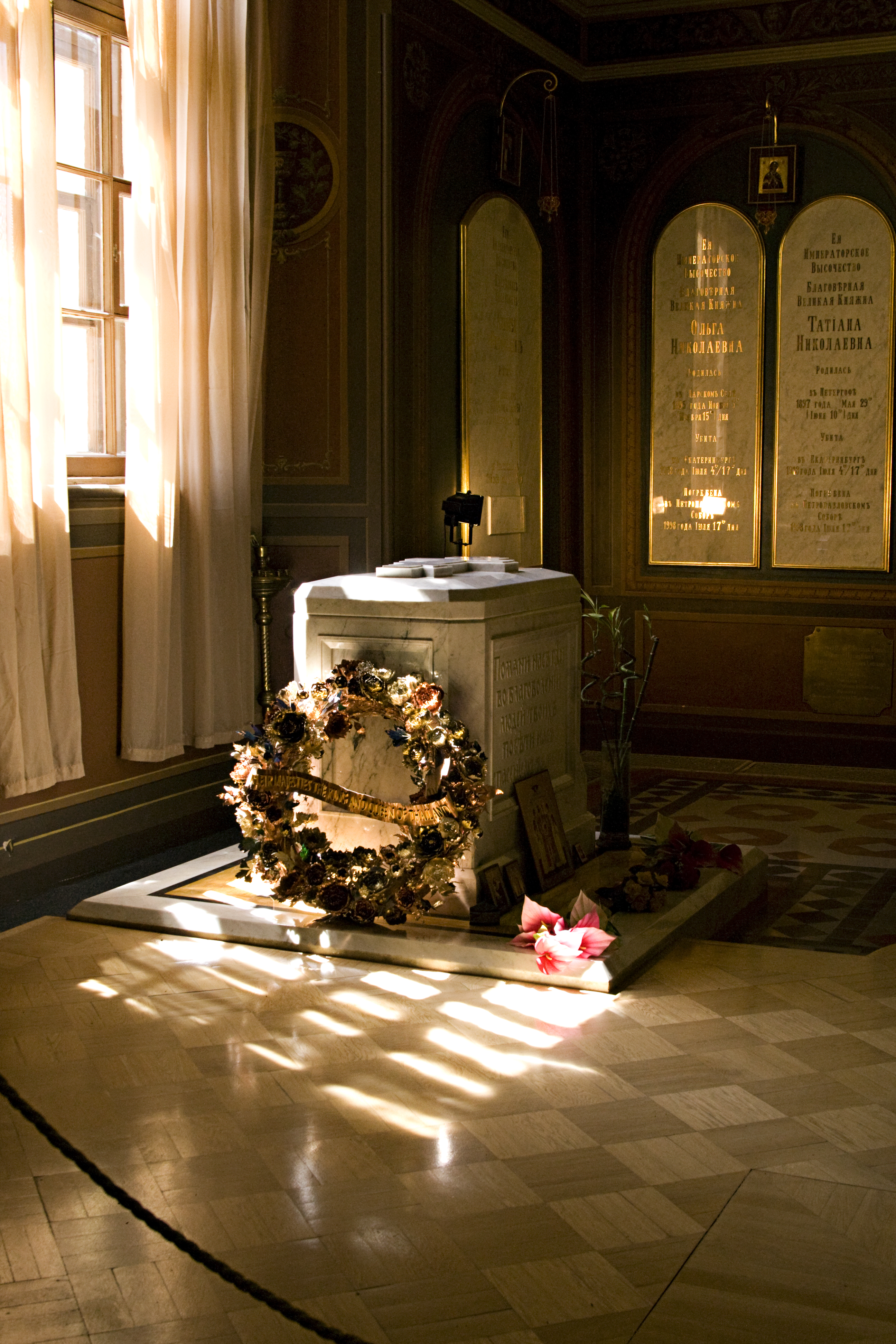
Locurile de veci ale familiei Romanov și ale servitorilor săi din Capela „Sf. Ecaterina” a Catedralei „Sf. Petru și Pavel”. Numai rămășițele uneia dintre fiice și ale lui Alexei nu au fost încă îngropate acolo. Numele lor sunt marcate pe perete, dar fără o dată a înmormântării.

De-a lungul a 84 de zile după crima din Ekaterinburg, alți 27 de prieteni și rude (14 Romanovi și 13 membri ai anturajului imperial și ai alaiului acestuia) au fost uciși de bolșevici: la Alapaevsk⁠(d) pe 18 iulie, la Perm pe 4 septembrie, și în Fortăreața Petru și Pavel, pe 24 ianuarie 1919. Spre deosebire de familia imperială, cadavrele de la Alapayevsk și Perm au fost recuperate de către Armata Albă, în octombrie 1918 și, respectiv, mai 1919. Numai locurile de veci ale marii ducese Elisabeta Feodorovna al tovarășei ei credincioase sora Varvara Iakovleva⁠(d) se cunosc astăzi, ele fiind îngropate una lângă alta în Biserica „Sf. Maria Magdalena”⁠(d) din Ierusalim.

Deși relatările sovietice oficiale pun responsabilitatea hotărârii pe umerii Uralispolkomului, o notă din jurnalul lui Lev Troțki sugerează că ordinul a fost dat de însuși Lenin. Troțki scria:
„Următoarea mea vizită la Moscova a avut loc după căderea Ekaterinburgului. Discutând cu Sverdlov, l-am întrebat în treacăt, «a, da, și unde e țarul?» «S-a terminat», mi-a răspuns. «A fost împușcat». «Și familia lui unde este?» «Și familia cu el.» «Toți?» am întrebat eu, pare-se, puțin surprins. «Toți,» a răspuns Iakov Sverdlov. «Și ce-i cu asta?» Aștepta să vadă cum reacționez. Nu am răspuns. «Și cine a luat hotărârea?» am întrebat. «Am hotărât aici. Ilici [Lenin] credea că nu trebuie să le lăsăm Albilor un portdrapel viu în jurul căruia să se adune, mai ales în condițiile actuale»”
În 2011 însă, nu era încă nicio dovadă concludentă că ordinul fusese dat de Lenin sau de Sverdlov. V.N. Soloviov, șeful Comisiei de Anchetă ruse⁠(d) din 1993 pe tema familiei Romanov, a concluzionat că nu există niciun document clar care indică că vreunul din cei doi ar fi responsabil. El a declarat:
„Conform prezumției de nevinovăție, nimeni nu poate fi condamnat fără a i se demonstra vinovăția. În cazul penal, s-a efectuat o cercetare fără precedent a materialului arhivistic, ținând cont de toate materialele disponibile, de către experți cu autoritate, cum ar fi Serghei Mironenko, directorul celei mai mari arhive din țară, Arhiva de Stat a Federației Ruse. Studiul a implicat principalii experți pe subiect – istorici și arhiviști. Și pot spune cu încredere că astăzi nu există niciun document care demonstrează că Lenin și Sverdlov ar fi avut inițiativa.”—V.N. Soloviov, 
În 1993, a fost publicat raportul lui Iakov Iurovski din 1922. Potrivit raportului, unități ale Legiunii Cehoslovace se apropiau de Ekaterinburg. Pe 17 iulie 1918, Iakov și alți temniceri bolșevici, temându-se că Legiunea l-ar putea elibera pe Nicolae după cucerirea orașului, l-a ucis pe el și pe familia sa. A doua zi, Iakov a plecat spre Moscova cu un raport pentru Sverdlov. Imediat ce cehoslovacii au cucerit Ekaterinburgul, apartamentul lui a fost jefuit.

De-a lungul anilor, mai mulți oameni au susținut că sunt supraviețuitori ai familiei imperiale⁠(d). În mai 1979, rămășițele majorității membrilor familiei și slujitorilor lor au fost găsite de entuziaști amatori, care au ținut descoperirea secretă până la căderea comunismului. În iulie 1991, trupurile a cinci membri ai familiei (țarul, țarina, și trei dintre fiicele lor) au fost exhumate. După examinare medico-legală și identificarea pe bază de ADN, trupurile au fost înmormântate cu onoruri de stat în Capela „Sf. Ecaterina” a Catedralei Sfinții Petru și Pavel din Sankt Petersburg, unde sunt înmormântați cei mai mulți din monarhii ruși de la Petru cel Mare încoace. Boris Elțin și soția lui⁠(d) au participat la înmormântare împreună cu rude ale Romanovilor, inclusiv prințul Michael de Kent. Celelalte două trupuri, ale țareviciului Alexei și al uneia din surorile lui, au fost descoperite în 2007.
Pe 15 august 2000, Biserica Ortodoxă Rusă a anunțat canonizarea familiei pentru „smerenie, răbdare și umilință”. Reflectând însă intensa dezbatere care a precedat problema, episcopii nu i-au declarat pe Romanovi martiri, ci doar pătimitori⁠(d).
Între 2000 și 2003, biserica „Toți Sfinții” din Ekaterinburg a fost construită pe locul Casei Ipatiev.
La 1 octombrie 2008, Curtea Supremă a Federației Ruse⁠(d) a hotărât că Nicolae al II-lea și familia sa au fost victime ale represiunilor politice și i-a reabilitat⁠(d).
În 26 august 2010, un tribunal rus a ordonat procurorilor să redeschidă o anchetă privind uciderea țarului Nicolae al II-lea și familiei sale, deși bolșevicii care se crede că i-au împușcat în 1918 muriseră demult. Principala unitate de anchetă a Procurorului General al Rusiei⁠(d) a declarat că clasase un dosar penal despre uciderea lui Nicolae pentru că trecuse prea mult timp de la crimă și pentru că cei responsabili muriseră. Cu toate acestea, Judecătoria Raionului Basmannîi⁠(d) din Moscova a dispus redeschiderea cazului, declarând că statul este de vină pentru crime, și ca urmare moartea celor care au tras este irelevantă, după cum a arătat un avocat al rudelor țarului.